# 蒂恩鎮區 (明尼蘇達州基特遜縣)
蒂恩鎮區（英語：Teien Township）是位於美國明尼蘇達州基特遜縣的一個行政鎮區。

## 歷史
蒂恩鎮區於1882年設立，得名自早期定居者安德魯·C·蒂恩（Andrew C. Teien）。

## 地方資料
蒂恩鎮區的面積為75.84平方千米，當中陸地面積為74.77平方千米，而水域面積為1.07平方千米。根據2020年美國人口普查的數據，當地共有人口69人，而人口密度為每平方千米0.91人。